# إي. والاس تشادويك
إي. والاس تشادويك (بالإنجليزية: E. Wallace Chadwick)‏ هو قاضي ومحامي وسياسي أمريكي، ولد في 17 يناير 1884 في فينسينس في الولايات المتحدة، وتوفي في 18 أغسطس 1969 في تشيستر في الولايات المتحدة. حزبياً، نشط في الحزب الجمهوري. وقد انتخب مستشار عام ‏ (1954 – ) وانتخب قاضي (1945 – ) وانتخب عضو مجلس النواب الأمريكي.